# Enhanced Programmable ircII Client
EPIC (Backronym für Enhanced Programmable ircII Client) ist ein freier und quelloffener IRC-Client für Unix in C. Er ist ein Abkömmling von ircII. Äußerlich weist er zu diesem keine Unterschiede auf und ist im bis 2016 gepflegten Entwicklungszweig EPIC5 vollständig abwärtskompatibel. Außerdem hat er erweiterte Skriptmöglichkeiten für IRC-Bots und wurde zu Teilen neu geschrieben.